# 紫花厚喙菊
紫花厚喙菊（学名：Dubyaea atropurpurea）为菊科厚喙菊属的植物，为中国的特有植物。分布在中国大陆的四川、云南等地，生长于海拔3,000米至4,100米的地区，一般生于冷杉林缘、高山草甸及灌丛中，目前尚未由人工引种栽培。